# Vestfonna
La Vestfonna (literalment: glacera de l'oest) és un casquet glacial situat a la part occidental de l'illa de Nordaustlandet, a l'arxipèlag de Svalbard, Noruega. La glacera té una superfície d'uns 2.500 km². És la tercera capa de gel més gran de Svalbard i Noruega, després de la d'Austfonna i d'Olav V Land.